# Орфичке химне
Орфичке химне (Ὀρφικοὶ ὕμνοι) су збирка од осамдесет седам старогрчких химни упућених различитим божанствима, које су у антици приписиване митском песнику Орфеју. Настале су у Малој Азији (данашња Турска), највероватније око 2. или 3. века н. е., и коришћене су у обредима једне верске заједнице која је постојала у том региону. Химне су међу ретким сачуваним делима орфичке књижевности (традиције текстова који се у антици приписују Орфеју), а новији научници су уочили паралеле између ове збирке и других орфичких дела.
Збирци претходи проемијум (или пролог), у којем се Орфеј обраћа легендарном песнику Мусеју и позива око седамдесет божанстава да буду присутна. Појединачне химне у збирци, које су све кратке, обично позивају на пажњу божанства којем се обраћају, пре него што га опишу и истакну аспекте његове божанствености, а затим му се обраћају са молбом. Описи божанстава се углавном састоје од низова епитета (титула или придева који се примењују на богове), који чине значајан део садржаја химни и осмишљени су да призову моћи бога. Божанство које се најистакнутије појављује у збирци је Дионис, који је прималац осам химни и помиње се широм збирке под различитим именима. Већина божанстава представљених у Химнама потиче из главне грчке митологије, а нека су међусобно асимилована.
Чини се да су Орфичке химне припадале култној заједници из Мале Азије која је збирку користила у ритуалима и вероватно сматрала Диониса својим централним богом. Обред у којем су Орфичке химне имале улогу био је τελετή (трансл. teletḗ), термин који се обично односи на обред иницијације у мистерије, а чини се да се ова церемонија одвијала ноћу. Већина химни наводи жртву коју треба принети божанству, а која је вероватно спаљивана током извођења химне. Научници су приметили очигледан недостатак орфичких доктрина у Химнама, иако су одређене теме и референце тумачене као указивање на присуство орфичке мисли у збирци.
Из антике нису сачуване спољне референце на Орфичке химне, а први пут их помиње византијски писац Јован Ђакон Гален (датиран у 12. век н. е.). Могуће већ од 5. века н. е., Орфичке химне су чуване у кодексу који је такође укључивао дела попут Орфичке Аргонаутике и Хомерских химни. Први кодекс који садржи Орфичке химне стигао је у западну Европу у Италију у првој половини 15. века, а 1500. године објављено је прво штампано издање Химни у Фиренци. Током ренесансе, бројни научници су веровали да је збирка аутентично Орфејево дело, док је крајем 18. века скептичнији талас науке заговарао датирање у касну антику. Крајем 19. и почетком 20. века, у Малој Азији је откривен низ натписа, што је довело до тога да се ритуална функција збирке утврди међу класичарима и историчарима религије.

## Састав и ауторство

### Порекло и датум
У савременој науци је широко прихваћено да су Орфичке химне састављене у Малој Азији (данашња Турска). Најзначајнији доказ који повезује збирку са овим регионом је укључивање божанстава – као што су Миса, Хипта и Мелиноја – која су посведочена само у западној Малој Азији, а чије присуство на натписима из тог подручја указује да су тамо била предмет обожавања. Истакнуто место дато у збирци божанствима повезаним са морем, као и забринутост према мору и његовим опасностима, указују да су Химне вероватно састављене негде близу обале Мале Азије.
Године 1911, Ото Керн је претпоставио да Химне потичу из града Пергама (близу западне обале Мале Азије), на основу бројних натписа посвећених божанствима којима се обраћају Химне, а који су откривени у светилишту Деметре у граду. Вреднујући Кернову хипотезу у својој студији Химни из 2001. године, Ан-Франс Моран закључује да, иако се порекло из Пергама не може искључити, град се не може дефинитивно идентификовати као место порекла збирке, с обзиром да епиграфски докази повезани са Химнама потичу из целе западне Мале Азије. Постоји готово универзална сагласност у савременој науци да су Орфичке химне састављене за употребу у верској заједници која је постојала у региону и користила збирку у ритуалима. Керн је тврдио да је ова група постојала у Пергаму у светилишту Деметре, што Моран одбацује, јер је место деловања култа вероватно било приватно (а светилишта су углавном била јавна). Процене датума настанка Орфичких химни су се веома разликовале, иако је већина падала између 2. века п. н. е. и 5. века н. е. Међу новијим научницима, збирка се обично датира око 2. или 3. века н. е. Студије речника збирке сугеришу датум око 3. до 5. века н. е., а покушаји датирања Химни на основу перципираног утицаја одређених облика филозофске мисли углавном су били неубедљиви. Из антике нису сачуване референце на Орфичке химне, иако су савремени научници углавном избегавали да аргументују датирање на основу тога.
Габријела Ричардели, која подржава датирање у 2. или 3. век н. е., указује на истакнутост обожавања Диониса (који заузима централну улогу у збирци) у Малој Азији у то време. Моран смешта Химне између 2. и 5. века н. е., иако је ово датирање критиковано због превеликог нагласка на сличности речника збирке са речником песника Нона из 5. века. По процени Радклифа Едмондса, збирка садржи одломке из ранијих дела и можда је била „синтеза ранијих и савремених дела, коју је организовао орфичар тог времена”. Данијел Маламис, који тврди да се датум у 1. веку н. е. (или чак 1. веку п. н. е.) не би требало искључити, сугерише да је дело можда састављено као аналогија Орфичким Рапсодијама, теогонији која се приписује Орфеју, а обично се датира између 1. века п. н. е. и 2. века н. е.
Идентитет песника који је створио збирку је непознат, иако се већина научника слаже да су Химне дело једног аутора. На основу стилских разлика у односу на остатак збирке, неки научници су тврдили да су одређене химне можда додате збирци касније; Ричардели указује на химну Мојрама (Химна 59), као и на оне Хермесу Хтонију (Химна 57), Мајци Антеји (Химна 41) и Афродити (Химна 55), као примере таквих химни. Одређени одломци из других химни су потенцијалне интерполације, укључујући два стиха из химне Никти (Химна 3), који су можда преузети из раније орфичке химне тој богињи.

### Приписивање Орфеју
Приписивање збирке митском песнику Орфеју налази се у наслову (који варира у сачуваним рукописима). Овај наслов стоји изнад проемијума, обраћања легендарном песнику Мусеју из Атине (врста обраћања која се налази у другим делима), што означава збирку као Орфејево дело. У антици, књижевна дела су се приписивала Орфеју као начин да им се прида посебна врста ауторитета, означавајући их као иновативна или одступајућа од стандардне традиције. За Химне, њихово приписивање Орфеју би их ставило чак и пре Хомера, за којег се веровало да му је Орфеј претходио. Збирка је написана у првом лицу Орфеја, а сам проемијум је обраћање које он упућује Мусеју. У остатку збирке постоји неколико одломака који указују да је дело написано као да га је саставио Орфеј: Орфичка химна 76 Музама помиње „мајку Калиопу”, а Орфичка химна 24 Нереидама се позива на „мајку Калиопу и господара Аполона”, алудирајући на Орфејево порекло (чија је мајка, како се говорило, била Калиопа, а отац, понекад, Аполон).
Орфичке химне су међу ретким сачуваним делима орфичке књижевности, традиције текстова приписаних Орфеју у антици који су се бавили одређеним темама и митовима различитим од оних у главној грчкој књижевности. Бројни научници су довели у питање колико се Химне могу сматрати „орфичким”, делимично због очигледног одсуства референци на познате орфичке митове, а Анри-Доминик Сафре их је 1994. окарактерисао као „орфичке само по имену”. Новији научници попут Моран и Жана Рудара, међутим, виде Химне као изразито орфичке по природи, показујући карактеристике типичне за орфичке текстове и позајмљујући из орфичке књижевне традиције на више места. Химне садрже бројне поетске формуле (понављајуће фразе које се користе за изражавање уобичајених идеја) за које је познато да су биле присутне у Орфичким Рапсодијама, а редослед химни у већем делу збирке чини се да одражава наратив те теогоније (иако је нејасно да ли су ове карактеристике изведене из самих Рапсодија или из ранијих орфичких песама на које се теогонија ослањала). Мари-Кристин Фајан види алузије у збирци на митове за које се зна да су се појављивали у орфичким теогонијама, као што је комадање Диониса и Зевсово гутање хермафродитног божанства Протогона; она такође тврди да се у садржају Химни може уочити космогонија слична оној која се налази у Јеронимској теогонији, теогонији која се приписује Орфеју (и могуће датира у 2. век п. н. е.), са којом је, како верује, аутор Химни вероватно био упознат.
Орфичке химне су најважнији сачувани представник жанра химничке књижевности која се приписује Орфеју. Примери химни приписаних Орфеју посведочени су барем од 5. века п. н. е., а ограничени сачувани докази за овај жанр указују да су таква дела биле кратке химне које су садржавале низове епитета и биле створене за ритуалну употребу (или су биле ритуалне по начину обраћања). По Маламисовом мишљењу, аутор збирке од осамдесет седам химни вероватно је био упознат са ранијим орфичким химнама и одлучио је да створи дело сличног садржаја и стила.

## Структура и стил
Учи сада, Мусеју, мистични и пресвети обред,
молитву која сигурно надмашује све друге.

Μάνθανε δή, Μουσαῖε, θυηπολίην περισέμνην,
εὐχήν, ἢ δή τοι προφερεστέρη ἐστὶν ἁπασέων.

— Проемијум, стихови 1–2, превели Апостолос Атанасакис и Бенџамин Волков
Збирка почиње текстом, који се често назива проемијум или пролог, у којем се Орфеј обраћа Мусеју, који се у грчкој књижевности често описује као његов ученик или син. Проемијум има педесет четири стиха, укључујући последњих десет који чине химну Хекати (која је додата без одвајања или наслова). Прва два стиха проемијума су посвета у којој Орфеј моли Мусеја да научи обред (θυηπολίη, транслит. thuēpolíē) и молитву (εὐχή, транслит. eukhḗ). Ово последње се односи на обраћање које следи у стиховима од три до четрдесет четири, у којем се око седамдесет различитих божанстава позива да присуствују обреду, као и либацији (σπονδή, транслит. spondḗ) (односећи се на церемонију у којој би Химне имале улогу). Сврха ове молитве је очигледно да именује и посвети химну свим боговима, иако се обраћа бројним божанствима која нису поменута у самој збирци, а изоставља друга која су предмет химни. Делимично на основу ове разлике у поменутим божанствима, као и присуства речи θυηπολίη (која се не појављује у остатку збирке) на почетку и крају проемијума, Мартин Личфилд Вест претпоставља да је проемијум првобитно био засебна орфичка песма. Идеја да су проемијум и остатак збирке различитог порекла је преовлађујући став међу научницима, иако је Моран недавно заговарала њихово заједничко ауторство, указујући на сличности у употреби епитета и у начину на који се божанства карактеришу између њих.
Поред проемијума, Орфичке химне се састоје од осамдесет седам кратких песама, које се крећу од шест до тридесет стихова у дужини. У сачуваним рукописима, химна упућена Хекати је додата проемијуму, иако је савремена издања представљају засебно, као прву химну збирке. Химне прате редослед који се креће од рођења до смрти: друга химна је упућена Протираји, богињи повезаној са рођењем, док је последња посвећена Танатосу (Смрти), и завршава се речју γῆρας (транслит. gêras, ’старост’ ). Збирка је такође уређена тако да се примордијална божанства појављују у најранијим химнама, а каснији богови се налазе даље; прве химне су упућене божанствима која се појављују у орфичкој космогонији, као што су Никта (Химна 3), Уран (Химна 4), Етар (Химна 5) и Протогон (Химна 6). Божанства која поседују сличности или су међусобно повезана често су смештена у суседним химнама, као што су астрономска божанства – Звезде, Сунце (Хелије) и Месец (Селена) (Химне 7–9) – или Зевс и Хера (Химне 15–16), који су повезани својим браком. Редослед химни такође изгледа да одговара наративу једне или више орфичких теогонија, са паралелама посебно са Орфичким Рапсодијама. Фајан види хијастичну структуру у редоследу химни, делећи их у пет група божанстава (центрираних око дионизијског језгра): примордијални и космички богови (Химне 3–14), божанства која председавају људским активностима (Химне 28–43), Дионис и његова пратња (Химне 44–58), божанства која се тичу живота људи (Химне 59–77), и, поново, космички богови (Химне 78–84). Маламис заговара трочлану структуру у којој одељци почињу химнама Хекати, Хермесу и Хермесу Хтонију, респективно (Химне 1, 28, 57), од којих су сви повезани са границама.
Свака појединачна химна у збирци има три унутрашња дела: инвокацију, разраду и молбу. У неким химнама, посебно оним краћим, ова три дела може бити тешко разликовати, и можда се не појављују по реду. Инвокација је кратка, обично се појављује на почетку химне и осмишљена је да привуче пажњу примаоца химне. Именује божанство и обично га позива глаголом, који може бити у императиву, иако понекад такав глагол није присутан, у ком случају се бог једноставно именује. Разрада (такође названа и амплификација) чини главни, централни део химне и најдужи је одељак; следи одмах након инвокације, а тачку на којој почиње често је тешко разликовати. Састоји се углавном од описа божанства, посебно у облику бројних епитета, и може расправљати о различитим карактеристикама или аспектима бога, као и укључивати информације попут њихових породичних односа или локација на којима су обожавани; сврха овог одељка је да задовољи божанство како би оно одлучило да се појави. Молба (такође названа и молитва) углавном завршава химну и обично је дуга само један или два стиха. Почиње са неколико глагола који обично траже да бог саслуша шта говорник има да каже и да буде присутан. Садржај молбе варира у збирци: неке химне траже да божанство дође благонаклоно, неке траже његово присуство на мистерији или да прихвати жртву; друге траже одређене исходе, као што су здравље, просперитет или богатство, који су у неким случајевима специфични за бога, као што је молба Облацима да донесу кишу, или Хигији да одбије болести.
| 1 Πρωτόγονον καλέω [...] [...] διφυῆ, μέγαν, αἰθερόπλαγκτον, ὠιογενῆ, χρυσέαισιν ἀγαλλόμενον πτερύγεσσι, ταυροβόαν, γένεσιν μακάρων θνητῶν τ’ ἀνθρώπων, σπέρμα πολύμνηστον, πολυόργιον, Ἠρικεπαῖον, 5 ἄρρητον, κρύφιον ῥοιζήτορα, παμφαὲς ἔρνος, ὄσσων ὃς σκοτόεσσαν ἀπημαύρωσας ὁμίχλην πάντη δινηθεὶς πτερύγων ῥιπαῖς κατὰ κόσμον λαμπρὸν ἄγων φάος ἁγνόν, ἀφ’οὗ σε Φάνητα κικλήσκω ἠδὲ Πρίηπον ἄνακτα καὶ Ἀνταύγην ἑλίκωπον. 10 ἀλλά, μάκαρ, πολύμητι, πολύσпоре, βαῖνε γεγηθὼς ἐς τελετὴν ἁγίαν πολυποίκιλος ὀργιοφάντης. Протогона зовем, [...] – Инвокација [...] двополног, великог, што етером лута, ⌉ – Разрада из јајета рођеног, што се радује златним крилима, бикогласног, постања блажених и смртних људи, семе многохвално, многообредно, Ерикепају, неизрециви, скривени тутњачу, свесјајни изданче; који си из очију тамну маглу развејао, вртећи се свуда замасима крила по космосу доносећи светлост, сјајну, чисту: стога те Фанетом зовем и Пријапом краљем, и брзооким Антаугом. Но, блажени, многомудри, многосемени, дођи радостан ⌉ – Молба на свети обред, наш сверазнолики јерофанту. |
| Текст Химне 6 Протогону, са преводом Данијела Маламиса. Три дела химне су означена. |

Углавном, химне у збирци су јединствене по стилу и језику. Написане су у дактилском хексаметру, метру хомерске поезије, и показују доследност у метричкој композицији. Према Рудару, у погледу речника и граматике, Химне налазе „далеки узор” у делима Хесиода и Хомера, али садрже и речи и облике из касније књижевности, од 5. века п. н. е. до првих векова н. е. Посебно, језик збирке показује сличност са језиком касних дела као што су Нонова Дионисијака, Грчки магијски папируси и неколико песама из Грчке антологије. Најизразитија карактеристика Химни је употреба низова епитета, који чине велики део њиховог садржаја. Такође користе опсежну фоничку репетицију, као и облике игре речи, као што су етимологије имена богова. Други значајни стилски елементи укључују честу употребу сложених придева као епитета, тенденцију јукстапозиције контрастних описа божанстава и употребу асиндетона (изостављање везника).

## Верски значај
У савременој науци је углавном прихваћено да су Орфичке химне имале верску функцију и да их је у обредима користио култ који је постојао у Малој Азији. Према Моран, ова група је вршила иницијације у неки облик мистерија. Термин βουκόλος (транслит. boukólos) налази се у Химнама, верска титула која се често користи на другим местима за поштоваоце Диониса, а у неким контекстима је повезана са Орфејем. Употреба речи βουκόλος и истакнутост Диониса у збирци указују да је он био централни бог култа који је користио Химне, а неки научници описују групу као дионизијску или бахичку. Унутар саме збирке, Моран види помен различитих чланова верске хијерархије групе: μύσται (транслит. mústai), редовни чланови култа (и најчешће помињана група); νεομύσται (транслит. neomústai), „нови иницијати”; μυστιπόλοι (транслит. mustipóloi), који су вероватно били чланови укључени у иницијације и ритуалне активности; и ὀργιοφάνται (транслит. orgiophántai), који су изгледа били чланови укључени у иницијационе обреде (слично као mustipóloi), и који су можда били одговорни за приказивање светих предмета. Ричард Мартин критикује Моранино читање верске хијерархије у овим терминима, карактеришући га као „третирање химничког речника као чврстог доказа”.
Већина химни у збирци садржи спецификацију приноса који треба дати божанству, што је наведено као део наслова химне; само осам химни нема такав принос у наслову. Током рецитовања химне, њен наведени принос би вероватно био спаљен. Најчешће наведени приноси су зачини, тамјан, стиракс, мана и измирна; у неким случајевима тражи се комбинација приноса. Неколико химни наводи јединствен принос који треба дати божанству, као што су бакље Никти, шафран Етеру, макови Хипносу и жито (искључујући пасуљ или биље) Земљи; Орфичка химна 53 Амфијету тражи либацију млека поред приноса. Иако у неколико случајева постоји препознатљива веза између божанства и његовог приноса, као што су бакље за Никту (богињу ноћи) или жито за Земљу, за већину химни нема јасног разлога за избор приноса. Божанства која су међусобно повезана, међутим, понекад ће добити исти принос. Одсуство животиња из приноса може бити повезано са наводном забраном жртвовања животиња у орфичком веровању.
Церемонија у којој су Химне играле улогу била је τελετή (транслит. teletḗ), термин који се обично односи на обред иницијације у мистерије. Унутар Химни, постоје бројне референце на teletḗ, укључујући неколико помена πάνθειος τελετή (транслит. pántheios teletḗ), иницијационог обреда свим боговима. Чини се да се овај обред одвијао ноћу и можда је укључивао свирање тамбурина у одређеним тренуцима. Химне такође садрже неколико примера термина ὄργιον (транслит. órgion), који се може односити на свете предмете који су се појављивали у обреду. Према Фрицу Графу, постављање химне Хекати (Химна 1) на почетак збирке може одражавати постављање хекатејона (представе тролике Хекате) на улазу у зграду у којој се обред одвијао, поред којег би учесници прошли пре него што би почео; поред тога, он тврди да присуство химне Никти (Химна 3) на почетку збирке указује да су Химне пратиле ноћни ритуал који је почињао у сумрак и трајао током ноћи. Граф такође види молбу да буду „добри за сусрет”, упућену неколицини божанстава у збирци, као одраз страха који би иницијати осећали током обреда при помисли на сусрет са непријатељским божанством, јер се сматрало да такво искуство може довести до лудила.

[...] изданак Геје и звезданог Урана, [...]

Γαίης τε βλάστημα καὶ Οὐρανοῦ ἀστερόεντος

— Химна 19 Крону, стих 6, превео Данијел Маламис. Овај израз се такође налази у „орфичким” златним плочицама.
Научници су у Орфичким химнама приметили очигледан недостатак орфичких доктрина, одређених верских идеја за које се верује да су биле присутне у сада изгубљеним орфичким песмама. У целини, збирка показује мало интересовања за загробни живот и ни у једном тренутку не помиње идеју метемпсихозе (сеобе душе), која се често повезује са орфизмом; према Полу Вену, Химне су у суштини незаинтересоване за оно што се дешава после смрти, бавећи се само „овим светом”. У својој студији Химни, Моран анализира референце на душе, улоге памћења и чистоте, као и паралеле између Химни и сличних доказа као што су златне плочице које се сматрају „орфичким”. Након прегледа ових доказа, она закључује да су они „компатибилни са орфизмом”. Кроз целу збирку, нема експлицитног помена било ког већег орфичког мита, укључујући причу о комадању Диониса од стране Титана, што се често сматра централним митом орфизма; један елемент мита, међутим, „орфичка антропогонија”, можда се алудира у химни Титанима, која своје примаоце назива „прецима наших очева”. Химне такође не дају конкретне прописе о одређеном начину живота, иако би одсуство меса у приносима могло имплицирати забрану жртвовања животиња, а експлицитно недозвољавање пасуља у приносу Геји слично би могло указивати на забрану једења пасуља, што би обоје могло сугерисати орфички начин живота. Поред тога, идеја чистоте има значај у Химнама, а химна Еросу моли бога да дође иницијатима и „одагна из њих подле нагоне”, што потенцијално указује на придржавање неког облика сексуалне етике.

## Божанства у Химнама
[...] страшно крилато оружје, срцетресно, косудижуће,
изненадна, громовна, чиста, непобедива стрела,
свепрождирући налет у витловима бескрајне тутњаве,
несаломива, суморна, незаустављива олуја,
оштра, небеска стрела пламтећег Силазника, [...]

πτηνὸν ὅπλον δεινόν, κλονοκάρδιον, ὀρθοέθειρον,
αἰφνίδιον, βρονταῖον, ἀνίκητον βέλος ἁγνόν,
ῥοίζου ἀπειρεσίου δινεύμασι παμφάγον ὁρμήν,
ἄρρηκτον, βαρύθυμον, ἀμαιμάκετον πρηστῆρα,
οὐράνιον βέλος ὀξὺ καταιβάτου αἰθαλόεντος,

— Химна 19 Зевсу Кераунију, стихови 8–12, превео Данијел Маламис
Једна од најизразитијих карактеристика Орфичких химни су низови епитета који чине значајан део њиховог садржаја. За разлику од Хомерских химни, у којима средњи део појединачних химни често представља наратив о богу, у Орфичким химнама разрадни део се углавном састоји од ових низова епитета; референце на митове никада нису више од алузија, а ови низови епитета су сами по себи типичан начин на који се збирка позива на митове. Сврха ових ланаца епитета је да привуку пажњу бога и призову његове моћи. У том циљу, и да би се стекла наклоност примаоца, користи се низ назива, од којих сваки служи да истакне један аспект божанства, као што су елементи његове моћи, локације обожавања или његова улога у митовима. Поред тога, епитети ће се често примењивати на више од једног божанства, доприносећи тенденцији збирке да спаја одвојене богове. Неки од епитета у збирци потичу из раније књижевности, посебно дела Хомера и Хесиода, док су други неологизми, од којих неки, иако без претходног посведочења, представљају референце на улогу божанства у постојећем миту; други су пак алузије на познате култне титуле бога, које су коришћене на одређеним географским локацијама. Према Рудару, док паратактички скупови епитета у Химнама могу изгледати као да указују на „рудиментарну мисао”, у њима се налази својеврсна синтакса, где суседни термини суптилно повезани.
Од божанстава представљених у Орфичким химнама, Дионису је дато најистакнутије место. Он је прималац осам засебних химни (више од било ког другог божанства), које му се обраћају у различитим манифестацијама и чине централни део збирке. Бројна божанства у збирци су повезана или асоцирана са Дионисом, а он се експлицитно помиње у двадесет две од осамдесет седам химни, често користећи епитет. Збирка се позива на митове о Дионису који су познати у главној грчкој традицији (иако се чини да се ове референце односе на необичне варијанте ових прича), као и на митове без посведочења на другим местима.
Химне показују посебну пажњу за један део Дионисове митологије, причу о његова три рођења. Постоје две главне традиције о рођењу Диониса: стандардна верзија, у којој је он дете Зевса и Семеле, и орфичка верзија, у којој је рођен од Зевса и његове кћери, Персефоне. Орфичке химне се позивају на оба ова порекла, помињући рођење Еубулеја (име за Диониса) од Зевса и Персефоне у „неизрецивој заједници”, а касније називајући Семелу мајком Диониса; према Рудару, ово није случајно укључивање контрадикторних верзија, већ намерна референца на систем у којем Дионис има две узастопне мајке. По Рударовом мишљењу, ова два узастопна рођења могу се објаснити само орфичким митом о комадању Диониса – у којем Диониса, новорођеног сина Зевса и Персефоне, раскомадају и поједу Титани, а затим се он реинкарнира – што би, у Химнама, поставило Персефону као његову прву мајку, а Семелу као другу. Његово треће рођење је из бедра фригијског бога Сабазија (овде блиско повезаног са Зевсом), који ушива мало дете тамо након његовог рођења од Семеле.
Већина богова поменутих у Орфичким химнама позната је у главној грчкој митологији. Једино божанство у збирци које се типично сматра орфичким је Протогон, „прворођени” бог који излази из јајета, такође назван Ерикепај, Фанес, Пријап и Антауг; обраћа му се Орфичка химна 6, која га приказује на начин директно изведен из орфичке традиције. Зевс је прималац три химне и приказан је на начин углавном у складу са његовом карактеризацијом у стандардној грчкој традицији, иако Фајан види да Орфичка химна 15 алудира на орфички мит о Зевсовом гутању Протогона (за који је познато да се појављивао у орфичким теогонијама). Рудар тврди да Протогона и Зевса, заједно са Дионисом, треба разумети као аспекте једног, трочланог орфичког божанства. Збирка се такође позива на мит о отмици Персефоне, алудирајући на њено хватање од стране Плутона на ливади и касније описујући Мајку Антеју (име за Деметру) како тражи своју изгубљену кћер у подземљу. Херакле, који је приказан сасвим другачије од традиционалних приказа, представљен је и као Титан и као соларно божанство. Неколико богова којима се обраћају Орфичке химне – Миса, Хипта и Мелиноја – имају мало или нимало књижевног посведочења изван Химни, и били су непознати изван збирке до њиховог открића на натписима из Мале Азије. Ови епиграфски докази, који су отприлике истовремени са Химнама, указују да божанства попут Мисе и Хипте нису измишљена од стране аутора збирке. Химне такође садрже неколико референци на добро позната страна божанства као што су Мен, бог обожаван у Малој Азији, и египатска богиња Изида.
Бројни богови представљени у Химнама су идентификовани једни са другима. Приписивањем сличних карактеристика двама различитим божанствима, збирка може приближити ове богове једне другима, готово до тачке њиховог спајања; ови парови богова нису потпуно асимиловани, међутим, јер свако божанство, док усваја карактеристике другог бога, ипак задржава своје индивидуалне карактеристике. Иако је Џејн Елен Харисон, пишући почетком 20. века, видела ову тенденцију идентификације као давање збирци „атмосфере мистичног монотеизма”, ову идеју о монотеистичкој склоности Химни новији научници су одбацили. Ђулија Сфамени Гаспаро тврди да би збирку уместо тога требало разумети као хенотеистичку, која се врти око главног божанства Диониса, који је истовремено јединствен и многострук. Два божанства која су истакнуто идентификована једно са другим у збирци су Дионис и Протогон: обојица су понекад описани као да поседују биковске карактеристике, или као „двојни” или „двоструки” у природи, а Дионис се у својој химни у једном тренутку директно обраћа као „Протогон”. Други примери божанстава која се идентификују једна са другима у Химнама укључују Артемиду и Хекату, Реу и Мајку богова, и Деметру и Мајку Антеју. Научници су такође приметили сличност између начина на који се божанства идентификују у Химнама и другим делима орфичке књижевности, при чему се чини да збирка прати постојећу орфичку традицију у повезивању одређених парова богова.

## Пренос и проучавање

### Текстуална историја
Нема сачуваних референци на Орфичке химне из антике; химне приписане Орфеју помињу се у делима као што су Дервенски папирус (4. век п. н. е.) и Паусанијин Опис Хеладе (2. век н. е.), иако се оне готово сигурно не односе на збирку од осамдесет седам химни. Најранија сигурна референца на Химне потиче од византијског писца Јована Ђакона Галена, који је датиран у 12. век н. е. Гален помиње збирку три пута у свом коментару на Хесиодову Теогонију, позивајући се на епитете из химни Хелију и Селени, и цитирајући стихове из оних Хелију и Хекати; он наводи „Орфеја” као извор у сва три цитата, а на једном месту помиње мирисе у вези са збирком, указујући да је поседовао рукопис који је садржао приносе. Иако не постоје сачуване референце на Химне пре Галена, збирка би била позната у књижевним круговима у вековима након њеног настанка, и можда је утицала на каснија дела као што су Орфичка Аргонаутика (4. век н. е.) и Дионисијака Нона (5. век н. е.).
Некада између 5. и 13. века н. е., Орфичке химне су сакупљене у један кодекс, који је такође садржао Хомерске химне, Орфичку Аргонаутику и химне Калимаха и Прокла. Најранији познати кодекс који садржи Орфичке химне и који је стигао у Западну Европу донео је у Венецију из Цариграда Ђовани Ауриспа 1423. године, а убрзо након тога, 1427. године, Франческо Филелфо је у Италију донео други кодекс који је садржао збирку; оба ова рукописа су сада изгубљена. Преживели кодекси, којих има око четрдесет, сви датирају између око 1450. и 1550. године, и често укључују Орфичку Аргонаутику, Хомерске химне, Хесиодова дела и химне Калимаха и Прокла.
Већина (или можда сви) сачуваних кодекса потичу од једног архетипа, означеног у науци сиглумом Ψ (пси), који је вероватно датирао из 12. или 13. века, и био је папирни рукопис са текстом писаним минускулом; стигао је у Италију у првој половини 15. века, и можда је био рукопис који је Ауриспа пренео у Венецију. Из овог рукописа су изведена четири апографа (или преписа) – наиме φ (фи), θ (тета), А и Б, хронолошким редом преписивања – који су настали док је архетип постепено трпео оштећења. Разни даљи рукописи потичу од хипархетипа φ и θ, при чему су оба рукописа реконструисана само из ових потомака, док су А и Б, који изостављају Хомерске химне (а у другом случају и химне Калимаха), сачувани у преживелим издањима. Још један сачувани рукопис, h, мање је јасног порекла и можда није извео свој текст из Ψ; Вест сугерише да у једној химни користи засебан извор.
У другој половини 15. века, Марсилио Фичино, неоплатониста, превео је Орфичке химне на латински као младић, чиме је, чини се, настао први превод збирке, иако је остао необјављен. Editio princeps (или прво штампано издање) Химни произвео је у Фиренци 1500. године Филипо Ђунта; овај кодекс, означен у науци сиглумом Iunt, потиче од φ. Уследило је издање Алдинске штампарије 1517. године, и прво штампање превода (на латински) збирке 1519. године, чији је аутор био Марко Музуро. До краја 16. века, објављено је укупно шест издања, укључујући издање Анрија Естјена из 1566. godine. Естјеново издање остало је стандардно издање текста наредна два века, све до објављивања, 1764. године, Orphica Јохана Матијаса Геснера, које је укључивало низ исправки које су предложили научници 18. века.
Издања Химни из претходних векова надмашена су верзијом текста у обимној збирци орфичке књижевности из 1805. године Готфрида Хермана. Херман је предложио преко 170 исправки текста Химни, а његово издање је било прво које је садржало критички апарат. Он је такође био први научник који је одвојио химну Хекати од проемијума, представљајући је као прву химну у збирци, што су готово сва каснија издања следила. Први комплетан превод збирке на енглески језик урадио је 1787. године неоплатониста Томас Тејлор, а први комплетан превод на немачки, аутора Давида Карла Филипа Дича, објављен је 1822. godine. Херманово издање орфичке књижевности пратило је 1885. издање Јенеа Абела, чије су издање Химни каснији научници оштро критиковали, посебно због недостатка разматрања рукописне традиције. Критичко издање Вилхелма Кванта (којем је допринео Паул Мас) објављено је 1941. године, а 1955. уследило је његово друго издање. Квант је тежио да пружи тачну реконструкцију Ψ, са изузетком неколико, како је он сматрао, правописних грешака у архетипу, које исправља; његова верзија Ψ послужила је као основа за каснија издања. Новије верзије Химни укључују енглески превод Апостолоса Атанасакиса из 1977. godine, први после Тејлоровог, издање из 2000. године, са италијанским преводом и коментаром, Габријеле Ричардели, и Будеово издање из 2014. године Мари-Кристин Фајан, са француским преводом и коментаром.

### Пријем и проучавање
Али како је био обичај древних теолога, Орфеј је тако уткао мистерије својих доктрина у ткиво митова, и прикрио их плаштом поезије, да би свако ко чита његове химне поверовао да у њима нема ничег до најчистијих прича и тривијалности.

Sed qui erat veterum mos Theologorum, ita Orpheus dogmatum mysteria fabularum intexit involucris, et poetico velamento dissimulavit, ut si quis legat illius hymnos, nihil subesse credat praeter fabellas nugasque meracissimas.

— Пико дела Мирандола о Химнама, превео Данијел Маламис
Средином 15. века, након доласка кодекса који је Ауриспа донео у Венецију, чини се да су Орфичке химне стекле одређени ниво популарности међу образованим слојем ренесансне Италије. Ова пажња према делу можда је последица грчког научника и неоплатонисте Гемиста Плитона, који је у то време посетио Фиренцу; познато је да је Плитон био упознат са Орфичким химнама, пошто је направио аутограф одабраних химни (кодекс који су научници идентификовали као извор h породице рукописа). Фичино, чије је дело можда било под утицајем Плитона, веровао је да су Химне аутентични Орфејеви списи, и чини се да је волео да пева њихов садржај, верујући да збирка може „ускладити људску душу са хармонијама небеса”. Каснији ренесансни писци, попут Пика дела Мирандоле, сматрали су да Химне садрже дубоке теолошке доктрине скривене у себи, и видели су разне богове које помињу као само аспекте једног, основног бога. Ренесансни писци који су наследили Фичина и Мирандолу изгледа да су наставили традицију певања орфичких химни, следећи стопе својих цењених претходника.
1540-их година, Агостино Стеуко и Ђиљо Грегорио Ђиралди изнели су идеју да је збирка дело другог Орфеја, који је наводно живео дуго након што се веровало да је постојао оригинални Орфеј. Данијел Хејнсијус, пишући 1627. године, приписао је збирку атинском Ономакриту (6. до 5. век п. н. е.), коме се орфичка поезија понекад приписивала у антици, и ова идеја о Ономакритовом ауторству Химни постала је доминантан став у 17. веку. До 1689. године, Анри Естјен је изразио скептицизам према овом приписивању, док је средином 18. века Жан-Батист Суше писао да је Ономакрит једноставно модификовао дијалект Орфичких химни у јонски дијалект, али да их је заиста написао Орфеј, настале пре 5. века п. н. е.
Крајем 18. века, Гетингенска историјска школа оштро је критиковала идеју да је орфичка књижевност производ ране антике; Јохан Готлоб Шнајдер је тврдио, на основу недостатка помена међу античким ауторима, да су Орфичке химне настале у касној антици (вероватно у 3. веку н. е.) за употребу у дебати о орфизму и Орфеју у то време између хришћанских и неоплатонистичких апологета. Шнајдер је осудио Химне као „смесу мистичних изрека и алегоријских брбљарија”, док је његов савременик, Кристоф Мајнерс, описао њихов стил као horridus и подржао касно датирање, видећи збирку као да садржи неку врсту збуњеног стоицизма. Отприлике у исто време, 1780. године, Дитрих Тидеман је тврдио да су појединачне химне у збирци веома разноликог порекла и датума, при чему је сачувана збирка Орфичких химни једноставно компилација. Насупрот овом скептичном приступу, Тејлор је, пишући у свом преводу Химни, усвојио мистичан поглед на збирку и тврдио да су припадале Елеусинским мистеријама (грчком мистеријском култу из Елеусине).
Почетком 19. века, научници попут Георга Фридриха Кројцера и Фридриха Сиклера веровали су да су Химне, иако састављене у (или можда након) хеленистичком периоду, каснија верзија много раније збирке. Кристијан Лобек, пишући у свом делу из 1829. Аглаофам, сматрао је да је збирку саставио појединац из византијског доба, и одбацио је идеју да припадају култној заједници, верујући да их је њихов аутор произвео као научну вежбу. Неколико деценија касније, Кристијан Петерсен је оспорио Лобеков став, тврдећи да збирка показује снажан утицај стоичке мисли, што указује појава одређених стоичких персонификација и тенденција да се божанства третирају као аспекти природе. На основу овог перципираног стоичког утицаја, датирао је збирку око 1. или 2. века н. е.
Крајем 19. века, ископавања у западној Малој Азији изнела су на видело епиграфске доказе који су довели до успостављања идеје да су Орфичке химне имале литургијску функцију. Откриће, отприлике у време Петерсеновог рада, натписа који садрже реч βουκόλος (транслит. boukólos) (верска титула која се појављује у Химнама), навело је Рудолфа Шела да 1879. године претпостави да су Химне припадале бахичкој мистеријској групи. Отприлике деценију касније, Албрехт Дитерих, у студији Химни коју су научници препознали као дефинитивно успостављање њихове ритуалне природе, закључио је да је збирка припадала култној заједници која се бавила мистеријама и проценио да је ова група поседовала унутрашњу хијерархију. Он је датирао збирку око 1. или 2. века п. н. е., и лоцирао њено порекло у приобални регион било Мале Азије или Египта (при чему је фаворизовао град Александрију као локацију). Ернст Мас, пишући 1895. године, тврдио је да се термин βουκόλος односио на самог Орфеја, док је, десет година касније, Зденко Баудник детаљно проучавао стоичке карактеристике Химни и подржао идеју о александријском пореклу.
Почетком 20. века, откриће натписа у западној Малој Азији посвећених божанствима представљеним у Химнама, као што су Хипта, Ерикепај и Мелиноја, навело је Ота Керна да 1910. године закључи да је збирка састављена у Малој Азији, за употребу у дионизијском култу; годину дана касније, тврдио је да Химне потичу конкретно из Пергама и да је култна заједница која их је користила постојала у светилишту Деметре у граду, где су откривени натписи посвећени бројним божанствима којима се збирка обраћа. Његов став да Химне потичу из Мале Азије добио је широку прихваћеност, иако је његов аргумент да се њихова локација може сузити на Пергам третиран са већим скептицизмом. Керн је касније, 1940. године, тврдио да је сачувана збирка производ првобитно дионизијског дела које је уредио стоички интерполатор, који је додао проемијум и даље химне.
Након објављивања Кернових радова о локацији настанка Химни, научници попут Феликса Јакобија и В. К. Ч. Гатрија тврдили су да је збирка припадала орфичком друштву, иако је овај други сматрао мало вероватним да је група била „орфичка у строгом смислу прихватања целокупног корпуса орфичке догме”. Године 1930, Леонард ван Лимпт је проучавао речник збирке, закључивши да је сличан оном који се користио у поезији 3. и 4. века н. е. Неколико година касније, Улрих фон Виламовиц-Мелендорф је оценио да Химне немају никакву поетску вредност, а пола века касније, 1983. године, Мартин Личфилд Вест их је одбацио као доказ само о „веселом и јефтином бављењу религијом од стране књижевно оријентисаног грађанина и његових пријатеља”. Након објављивања Квантовог издања, Химне су добиле мало пажње све до краја 20. века, када је научно интересовање за збирку поново оживело, углавном захваљујући раду Жана Рудара. У светлу Рударових списа, наука 21. века о Химнама је, према Данијелу Маламису, превазишла став који су заступали научници попут Виламовица и Веста да су оне „тривијалне или ниског интелектуалног нивоа”, при чему су се новији научници посебно фокусирали на „ритуални и перформативни аспект” збирке.

## Списак Орфичких химни
| Бр. | Наслов (обично укључује принос)                     | Прималац                  | Идентитет примаоца                                          | Стихови | Садржај                                                                                       | Реф.    |         |
| --- | --------------------------------------------------- | ------------------------- | ----------------------------------------------------------- | ------- | --------------------------------------------------------------------------------------------- | ------- | ------- |
| 1   | Нема                                                | Хеката                    | Гробна богиња у грчкој религији                             | 10      | Повезује је са Артемидом, повезује је са Месецом                                              | [ 190 ] |         |
| 2   | „Принос Протираји, стиракс”                         | Протираја                 | Епитет Хекате, Ејлејтије и Артемиде                         | 14      | Асимилује је са Артемидом, слави њену улогу у подстицању порођаја                             | [ 191 ] |         |
| 3   | „Принос Никти, бакље”                               | Никта                     | Персонификација Ноћи у Теогонији                            | 14      | Описује је као мајку богова и људи, назива је Киприс, епитет Афродити                         | [ 192 ] |         |
| 4   | „Принос Урану, тамјан”                              | Уран                      | Отац Титана у Теогонији                                     | 9       | Наглашава његову древност, идентификује га са космосом                                        | [ 193 ] |         |
| 5   | „Принос Етеру, шафран”                              | Етар                      | Највиши ниво атмосфере                                      | 6       | Описује га као пребивалиште Зевса                                                             | [ 193 ] |         |
| 6   | „Принос Протогону, измирна”                         | Протогон                  | Важан бог у орфичкој књижевности                            | 11      | Приказује га слично орфичкој традицији, као рођеног из јајета у праску светлости              | [ 194 ] |         |
| 7   | „Принос Звездама, зачини”                           | Звезде                    | Звезде, третиране као божанства                             | 13      | Описује их као децу Ноћи, и као контролоре људске судбине                                     | [ 195 ] |         |
| 8   | „Принос Хелију, гума тамјана”                       | Хелије                    | Бог са култом барем од Хомеровог времена                    | 20      | Описује га као Титана, назива га под именом Хиперион                                          | [ 196 ] |         |
| 9   | „Принос Селени, зачини”                             | Селена                    | Кћи Хипериона у Теогонији                                   | 12      | Фокусира се на њену астрономску улогу као месеца, назива је „мајком времена”                  | [ 197 ] |         |
| 10  | „Принос Физису, зачини”                             | Физис                     | Природа, понекад персонификација у филозофској књижевности  | 30      | Приказује Физис као мистериозну силу која прожима свет                                        | [ 198 ] |         |
| 11  | „Принос Пану, разни”                                | Пан                       | Бог који је пола коза, првобитно из Аркадије                | 23      | Представља га као рустикалног бога, који штити пастире, и као космичког бога                  | [ 199 ] |         |
| 12  | „Принос Хераклу, тамјан”                            | Херакле                   | Грчки херој који извршава подвиге                           | 16      | Описује га као соларно божанство, наизглед га поистовећује са Аполоном                        | [ 200 ] |         |
| 13  | „Принос Крону, стиракс”                             | Крон                      | Најмлађи од Титана                                          | 10      | Обраћа му се као контролору космоса и природне активности                                     | [ 201 ] |         |
| 14  | „Принос Реи, зачини”                                | Реа                       | Титанка и мајка Зевса                                       | 14      | Назива је кћерком Протогона, поистовећује је са Кибелом                                       | [ 202 ] |         |
| 15  | „Принос Зевсу, стиракс”                             | Зевс                      | Владар космоса у Теогонији                                  | 11      | Карактерише га слично уобичајеној грчкој традицији                                            | [ 203 ] |         |
| 16  | „Принос Хери, зачини”                               | Хера                      | Жена Зевса, кћи Крона                                       | 10      | Идентификује је са ваздухом                                                                   | [ 204 ] |         |
| 17  | „Принос Посејдону, измирна”                         | Посејдон                  | Бог мора, брат Зевса                                        | 10      | Обраћа му се као владару мора, и као оном који може да тресе земљу                            | [ 205 ] |         |
| 18  | „За Плутона”                                        | Плутон                    | Име за Хад, првобитно засебан бог                           | 19      | Описује га у његовој улози бога подземља                                                      | [ 206 ] |         |
| 19  | „Принос Зевсу Керауну, стиракс”                     | Зевс Керауније            | „Зевс Громовник”                                            | 23      | Пружа детаљан физички опис муње                                                               | [ 209 ] |         |
| 20  | „Принос Зевсу Астрапеју, гума тамјана”              | Зевс Астрапеј             | Зевс „муње”                                                 | 6       | Описује призор и звук Зевсове муње, и њену опасну моћ                                         | [ 210 ] |         |
| 21  | „Принос Нефама, измирна”                            | Нефе                      | Облаци                                                      | 7       | Третира их као природне појаве, које производе кишу и грмљавину                               | [ 211 ] |         |
| 22  | „Принос Таласи, гума тамјана”                       | Таласа                    | Море                                                        | 10      | Идентификује је са Тетидом                                                                    | [ 212 ] |         |
| 23  | „Принос Нереју: измирна”                            | Нереј                     | Син Понта у Теогонији                                       | 8       | Повезује га са земљотресима                                                                   | [ 213 ] |         |
| 24  | „Принос Нереидама, зачини”                          | Нереиде                   | Кћери Нереја и Дориде                                       | 12      | Описује их као оне које откривају обред Бахуса и Персефоне                                    | [ 214 ] |         |
| 25  | „Принос Протеју, стиракс”                           | Протеј                    | „Старац мора” у Одисеја                                     | 25      | Описује га као свезнајућег, и тражи од њега да да проницљивост                                | [ 215 ] |         |
| 26  | „Принос Геји, свако семе осим пасуља и зачина”      | Геја                      | Земља, мајка богиња                                         | 11      | Описује је као ону која обезбеђује исхрану, и такође је третира као космичко тело             | [ 216 ] |         |
| 27  | „Принос Мајци Богова, разни”                        | Мајка Богова              | Кибела, фригијска богиња                                    | 14      | Идентификује је са Реом, као и Хестијом                                                       | [ 217 ] |         |
| 28  | „Принос Хермесу, тамјан”                            | Хермес                    | Син Зевса и Маје                                            | 12      | Наглашава његову улогу у домену језика                                                        | [ 218 ] |         |
| 29  | „Химна Персефони”                                   | Персефона                 | Кћи Зевса и Деметре, отета од стране Хада                   | 20      | Приказује је као двојну, као богињу плодности и краљицу подземља                              | [ 219 ] |         |
| 30  | „Принос Дионису, стиракс”                           | Дионис                    | Бог описан као три пута рођен                               | 9       | Описује га као сина Зевса и Персефоне, поистовећује га са Протогоном                          | [ 220 ] |         |
| 31  | „Химна Куретима”                                    | Курети                    | Група мушкараца који бучно плешу око новорођенчета Зевса    | 7       | Повезује их са планинама, користи епитете који алудирају на њихову улогу у Зевсовом детињству | [ 221 ] |         |
| 32  | „Принос Атени, зачини”                              | Атена                     | Главна грчка богиња, популарна у култу                      | 17      | Поред типичних описа, повезује је са планинама и пећинама                                     | [ 222 ] |         |
| 33  | „Принос Нике, мана”                                 | Нике                      | Победа, кћи Стикса и Паласа                                 | 9       | Повезује је са ратом                                                                          | [ 223 ] |         |
| 34  | „Принос Аполону, мана”                              | Аполон                    | Главни грчки бог, син Зевса и Лето                          | 27      | Представља традиционалан приказ, затим му се обраћа као космичком соларном богу               | [ 224 ] |         |
| 35  | „Принос Лето, измирна”                              | Лето                      | Мајка Аполона и Артемиде                                    | 7       | Наглашава њену улогу мајке своје деце                                                         | [ 225 ] |         |
| 36  | „Принос Артемиди, мана”                             | Артемида                  | Сестра Аполона, повезана са Малом Азијом                    | 16      | Приказује је традиционално, као богињу лова, и богињу порођаја                                | [ 228 ] |         |
| 37  | „Принос Титанима, тамјан”                           | Титани                    | Дванаест потомака Земље и Неба                              | 9       | Описује их као претке свих живих бића                                                         | [ 230 ] |         |
| 38  | „Принос Куретима, тамјан”                           | Курети                    | Група мушкараца који бучно плешу око новорођенчета Зевса    | 25      | Приказује их као ветрове, описује их као оне који живе на Самотраки                           | [ 231 ] |         |
| 39  | „Принос Корибанту, тамјан”                          | Корибант                  | Јединствени облик „Корибанти”, фигуре које обожавају Кибелу | 10      | Описује га као способног да отера страхове                                                    | [ 232 ] |         |
| 40  | „Принос Деметри Елеусинијској, стиракс”             | Елеусинска Деметра        | Главна богиња плодности, богиња пољопривреде                | 20      | Описује је као прву која је пожњела усеве, назива је „бакљоношa”                              | [ 233 ] |         |
| 41  | „Принос Мајци Антеји, зачини”                       | Мајка Антеја              | Име за Деметру                                              | 10      | Описује њену потрагу за Персефоном у подземљу                                                 | [ 235 ] |         |
| 42  | „Принос Миси, стиракс”                              | Миса                      | Богиња посведочена у анадолијским натписима                 | 11      | Идентификује је са Дионисом, описује је као кћерку Изиде                                      | [ 236 ] | [ 237 ] |
| 43  | „Принос Хорама, зачини”                             | Хоре                      | Персонификације годишњих доба                               | 11      | Повезује их са природом, референцира повратак Персефоне из подземља                           | [ 238 ] |         |
| 44  | „Принос Семели, стиракс”                            | Семела                    | Мајка Диониса од Зевса                                      | 11      | Алудира на њену смрт када је сведочила Зевсовом правом облику                                 | [ 239 ] |         |
| 45  | „Химна Дионису Басареју Тријетерику”                | Дионис Басареј Тријетерик | Манифестација Диониса                                       | 7       | Референцира „менадички ритуал”, помиње Дионисов тирс                                          | [ 240 ] |         |
| 46  | „Принос Ликниту, мана”                              | Ликнит                    | Култна титула Диониса                                       | 8       | Повезује Диониса са вегетацијом, описује Персефону као његову дадиљу                          | [ 241 ] |         |
| 47  | „Принос Перикионију, зачини”                        | Перикионије               | Манифестација Диониса                                       | 6       | Описује његову заштиту Кадмове палате                                                         | [ 242 ] |         |
| 48  | „Принос Сабазију, зачини”                           | Сабазије                  | Бог из Фригије, поштован у грчком култу                     | 6       | Описује га како ушива Диониса у своје бедро                                                   | [ 243 ] |         |
| 49  | „Принос Хипти, стиракс”                             | Хипта                     | Богиња помињана у лидијским натписима                       | 7       | Описује је као ону која је одгајала Диониса, и која слави обред Сабазија                      | [ 244 ] | [ 245 ] |
| 50  | „(Химна) Лисију Ленеју”                             | Лисије Ленеј              | Два епитета Диониса                                         | 10      | Повезује Диониса са вегетацијом, назива га „Епафијан”                                         | [ 246 ] |         |
| 51  | „Принос Нимфама, зачини”                            | Нимфе                     | Младе жене које су божанства природе                        | 19      | Описује их као „дадиље Бахуса”, и кћери Океана                                                | [ 247 ] |         |
| 52  | „Принос Тријетерику, зачини”                        | Тријетерик                | Дионис, бог тријетерида                                     | 13      | Назива Диониса „многоименим”, примењује му бројне епитете                                     | [ 248 ] |         |
| 53  | „Принос Амфијету, све осим тамјана, и понуди млеко” | Амфијет                   | Дионис                                                      | 10      | Описује Диониса као „хтонског”, повезује га са вегетацијом                                    | [ 249 ] |         |
| 54  | „Принос Силену, Сатиру, Бахама, мана”               | Силен, Сатири, Баханке    | Фигуре у тијасу Диониса                                     | 11      | Описује Силена како води Најаде и Баханке у ленајском обреду                                  | [ 250 ] |         |
| 55  | „За Афродиту”                                       | Афродита                  | Богиња љубави и секса                                       | 29      | Назива Нужност њеном кћерком, набраја локације значајне за њу                                 | [ 251 ] |         |
| 56  | „Принос Адонису, зачини”                            | Адонис                    | Бог плодности, блискоисточног порекла                       | 12      | Идентификује га са Дионисом, каже да је рођен од Персефоне                                    | [ 252 ] |         |
| 57  | „Принос Хермесу Хтонију, стиракс”                   | Хермес Хтоније            | Хтонско Хермес, повезан са мртвима                          | 12      | Назива га сином Диониса и Афродити                                                            | [ 253 ] |         |
| 58  | „Принос Еросу, зачини”                              | Ерос                      | Један од најранијих богова у Теогонији                      | 10      | Описује га како се „игра” са боговима и смртницима, назива га „двоструке природе”             | [ 254 ] |         |
| 59  | „Принос Мојрама, зачини”                            | Мојре                     | Суђенице, често три у броју                                 | 21      | Прича о њиховом космичком пребивалишту, и како надгледају смртнике                            | [ 255 ] |         |
| 60  | „Принос Харитима, стиракс”                          | Харите                    | Женска божанства, често повезана са Хорама                  | 7       | Назива их кћерима Правичности (једна од Хора)                                                 | [ 256 ] |         |
| 61  | „Химна Немези”                                      | Немеза                    | Богиња која кажњава преступнике смртнике                    | 12      | Описује је како надгледа говор и мисли смртника                                               | [ 257 ] |         |
| 62  | „Принос Дики, тамјан”                               | Дика                      | Хора у Теогонији                                            | 11      | Односи се на њено „свевидеће око”, помиње је као ону која има место на Зевсовом престолу      | [ 258 ] |         |
| 63  | „Принос Дикајосини, тамјан”                         | Дикајосина                | Богиња коју је тешко разликовати од Дике                    | 16      | Повезује је са сликом ваге                                                                    | [ 259 ] |         |
| 64  | „Химна Номосу”                                      | Номос                     | Закон, понекад отац Дике или Дикајосине                     | 13      | Описује га као закон који делује у космичким и смртним царствима                              | [ 260 ] |         |
| 65  | „Принос Аресу, тамјан”                              | Арес                      | Бог рата                                                    | 9       | Назива га Киприс, епитет Афродити, и Лиајем, епитет Диониса                                   | [ 261 ] |         |
| 66  | „Принос Хефесту, гума тамјана”                      | Хефест                    | Бог ковач, често син Зевса и Хере                           | 13      | Односи се на Хефеста као елемент ватре, у универзуму и телу                                   | [ 262 ] |         |
| 67  | „Принос Асклепију, мана”                            | Асклепије                 | Божански лекар, са неким култом                             | 9       | Назива га Пеан, епитет Аполона, назива га Аполоновим сином                                    | [ 263 ] |         |
| 68  | „Принос Хигији, мана”                               | Хигија                    | Здравље, често повезана са Асклепијем                       | 13      | Каже да је сви обожавају, осим Хада                                                           | [ 264 ] |         |
| 69  | „Принос Еринијама, стиракс и мана”                  | Ериније                   | Женске фигуре које извршавају освету над криминалцима       | 17      | Поставља њихов дом поред реке Стикс, описује их слично Мојрама                                | [ 265 ] |         |
| 70  | „Принос Еуменидама, зачини”                         | Еумениде                  | „Доброћудни аспект” Еринија                                 | 11      | Описује их као још страшније него у претходној химни                                          | [ 266 ] |         |
| 71  | „Принос Мелиноји, зачини”                           | Мелиноја                  | Богиња без књижевног посведочења другде                     | 12      | Повезује је са Хекатом, описује је као Персефонину кћерку                                     | [ 267 ] |         |
| 72  | „Принос Тихи, тамјан”                               | Тиха                      | Богиња среће и судбине                                      | 10      | Каже да је рођена из крви Еубулеја, поистовећује је са Артемидом                              | [ 268 ] |         |
| 73  | „Принос Дајмону, тамјан”                            | Дајмон                    | Фигура слична Тихи                                          | 9       | Назива га Зевс, примењује епитет ploutodoten на њега                                          | [ 269 ] |         |
| 74  | „Принос Леукотеји, стиракс”                         | Леукотеја                 | Морска богиња                                               | 10      | Назива је дадиљом Диониса, тражи од ње да спасава бродове на мору                             | [ 270 ] |         |
| 75  | „Принос Палајмону, мана”                            | Палајмон                  | Морски бог, који је првобитно био Меликертес                | 8       | Поставља га као део тијаса Диониса                                                            | [ 271 ] |         |
| 76  | „Принос Музама, тамјан”                             | Музе                      | Кћери Зевса и Персефоне                                     | 12      | Описује их како подучавају мистерије                                                          | [ 272 ] |         |
| 77  | „Принос Мнемосини, тамјан”                          | Мнемосина                 | Мајка Муза од Зевса                                         | 10      | Описује је као способну да оживи сећања                                                       | [ 273 ] |         |
| 78  | „Принос Еосу, мана”                                 | Еос                       | Зора, која излази на рубу света сваког јутра                | 13      | Описује светлост коју доноси сваког дана, и како растерује сан                                | [ 274 ] |         |
| 79  | „Принос Темиди, тамјан”                             | Темида                    | Једна од Титана, понекад асимилована са Земљом              | 12      | Назива је првом која је успоставила пророчишта и обожавање Бахуса                             | [ 275 ] |         |
| 80  | „Принос Бореју, тамјан”                             | Бореј                     | Северни ветар                                               | 6       | Описује га како потиче из Тракије                                                             | [ 276 ] |         |
| 81  | „Принос Зефиру, тамјан”                             | Зефир                     | Западни ветар                                               | 6       | Наглашава море                                                                                | [ 276 ] |         |
| 82  | „Принос Нотосу, тамјан”                             | Нотос                     | Јужни ветар                                                 | 7       | Тражи од њега да донесе облаке који ће производити кишу                                       | [ 277 ] |         |
| 83  | „Принос Океану, зачини”                             | Океан                     | Река која окружује свет према Хомеру                        | 9       | Назива га родоначелником богова, описује га као онога који обухвата свет                      | [ 278 ] |         |
| 84  | „Принос Хестији, зачини”                            | Хестија                   | Богиња огњишта                                              | 8       | Садржи фразе везане за земљу које је повезују са Гејом и Хадом                                | [ 279 ] |         |
| 85  | „Принос Хипносу, са маком”                          | Хипнос                    | Сан, брат близанац Смрти у Илијади                          | 10      | Назива га братом Смрти и Заборава                                                             | [ 280 ] |         |
| 86  | „Принос Онејросу, зачини”                           | Онејрос                   | „Катастрофалан” Сан                                         | 18      | Приказан као доносилац откривења током сна                                                    | [ 281 ] |         |
| 87  | „Принос Танатосу, мана”                             | Танатос                   | Смрт, брат Сна и дете Ноћи                                  | 12      | Тражи од њега дуг живот, описује га како раствара (ἐκλύης) везе живота                        | [ 282 ] |         |

## Издања и преводи
- Тејлор, Томас (1824) [1787]. The Mystical Hymns of Orpheus [Мистичне химне Орфеја] (на језику: енглески). Чизвик: C. Whittingham. OCLC 913055190.
- Херман, Јохан Готфрид Јакоб (1805). Orphica [Орфика] (на језику: старогрчки). Лајпциг: C. Fritsch. OCLC 3332126.
- Дич, Давид Карл Филип (1822). Die Hymnen des Orpheus: griechisch und deutsch [Орфејеве химне: грчки и немачки] (на језику: немачки). Ерланген: Palm und Enke Verlag. OCLC 310526470.
- Абел, Еугеније (1885). Orphica [Орфика] (на језику: старогрчки). Лајпциг: Sumptibus Fecit G. Freytag. OCLC 983822311.
- Пласман, Јозеф Ото (1928). Orpheus: Altgriechische Mysteriengesänge [Орфеј: Старогрчке мистичне песме] (на језику: немачки). Јена: Diederichs. OCLC 10027445.
- Квант, Вилхелм (1955). Orphei Hymni [Орфејеве химне] (на језику: старогрчки). Берлин: Weidmann. OCLC 22971774.
- Шарве, Паскал (1995). La Prière: Les Hymnes d'Orphée [Молитва: Орфејеве химне] (на језику: француски). Париз: NiL Éditions. ISBN 2841110265.
- Атанасакис, Апостолос Н. (1977). The Orphic Hymns: Text, Translation, and Notes [Орфичке химне: текст, превод и белешке] (на језику: енглески). Атланта: Scholars Press. ISBN 0891301194.
- Ричардели, Габријела (2000). Inni Orfici [Орфичке химне] (на језику: италијански). Милано: Mondadori. ISBN 8804476613.
- Атанасакис, Апостолос Н., и Бенџамин М. Волков (2013). The Orphic Hymns [Орфичке химне] (на језику: енглески) (Ревидирано издање Атанасакисовог превода из 1977. изд.). Балтимор: Johns Hopkins University Press. ISBN 9781421408828. OCLC 799025024.
- Фајан, Мари-Кристин (2014). Hymnes Orphiques [Орфичке химне]. Collection Budé (на језику: старогрчки). Париз: Les Belles Lettres. ISBN 9782251005935.